# Dendroprionomys rousseloti
Dendroprionomys rousseloti é uma espécie de roedor da família Nesomyidae. É a única espécie do género Dendroprionomys.
É endêmica da República do Congo, onde pode ser encontrada somene na vizinhaça da localização-tipo, o Jardim Zoológico de Brazzaville.